# Monorhaphidae
Monorhaphidae é uma família de esponjas marinhas da ordem Amphidiscosida.

## Gêneros
- Monorhaphis Schulze, 1904